# スペンサー・ロック
スペンサー・ロック（Spencer Locke,1991年9月20日 - ）はアメリカ合衆国フロリダ州ウィンターパーク出身の女優。
ニックネームは「サンシャイン・ガール (Sunshine girl) 」。

## 経歴
スペンサーロックは1991年9月20日にフロリダ州のウィンターパークで生まれた。早期から芸術方面への関心を示し、6歳のときに学校の絵画の授業で舞台の上で頭上に星のある絵を描いた。8歳で演技学校のレッスンを開始し、フロリダ州オーランドで多数のCM出演を始めた。

## 出演

### 映画
- モンスター・ハウス Monster House (2006)
- バイオハザードIII RESIDENT EVIL: EXTINCTION (2007)
- バイオハザードIV アフターライフ Resident Evil: Afterlife (2010)
- デッド・オア・リベンジ Landmine Goes Click (2015)
- インシディアス 最後の鍵 Insidious: The Last Key (2018)
- ウォーク。ライド。ロデオ。 Walk Ride Rodeo (2019)

### ドラマ
- コールドケースCold Case (2009)シーズン6第16話「ジャッカルズ」
- クーガータウン Cougar Town (2010)